# Марцинова-Воля
Марцинова-Воля (пол. Marcinowa Wola, нім. Marczinawolla; 1929-45: Martinshagen) — село в Польщі, у гміні Мілки Гіжицького повіту Вармінсько-Мазурського воєводства.
Населення — 278 осіб (2011).

## Демографія
Демографічна структура станом на 31 березня 2011 року:
|          | Загалом | Допрацездатний вік | Працездатний вік | Постпрацездатний вік |
| -------- | ------- | ------------------ | ---------------- | -------------------- |
| Чоловіки | 144     | 36                 | 98               | 10                   |
| Жінки    | 134     | 22                 | 91               | 21                   |
| Разом    | 278     | 58                 | 189              | 31                   |